# Ходжа Синан-паша
Ходжа́ Юсу́ф Сина́н-паша́ (тур. Hoca Yusuf Sinan Paşa; 1437, или 1440/41—1486) — османский учёный периода правления Мехмеда II и Баязида II, ученик Али аль-Кушчи. Труды Синана посвящены философии, математике и исламской морали. Синан-паша служил великим визирем Османской империи в 1476/77 годах при Мехмеде II.

## Биография

### Происхождение
Сохранившаяся фетва Синана-паши подписана «Юсуф б. Хидр б. Джалаледдин», поскольку настоящим его именем было Юсуф, а Синаном его стали называть во время обучения. Его отцом был Хидр (Хызыр), первый османский кади Стамбула; дед его, Джелаледдин-эфенди, был кади Сиврихисара. Хидр был учеником Моллы Иегана, кади Бурсы и второго османского муфтия, и женился на дочери своего учителя; таким образом и по отцу, и по матери Юсуф происходил из известных и уважаемых в ранней османской истории религиозных семей.
Источники дают разную информацию о дате и месте рождения Юсуфа Синана. Эдирнели Меджди-эфенди, османский историк XVI века, ссылаясь на современные Юсуфу источники, называл 16 реджеба 844 по хиджре (11 декабря 1440 года). К. Вудхед и И. Х. Узунчаршылы указали 1440 год как год рождения Синана Юсуфа. Реджайзаде писал, что в конце одной из письменных копий «Тазарру-наме», выполненной Эбусуудом-эфенди, указан 1437 год. Турецкие историки османской литературы Мертол Тулум и Эмине Гюрсой Наскали, изучавшие труды Юсуфа, утверждали, что год его рождения 845 по хиджре (1441).
Ходжа Саад-эд-дин и Бурсали Мехмед Тахир писали, что Юсуф Синан родился в Бурсе. Этой же точки зрения придерживалась К. Вудхед. Узунчаршылы утверждал, что Юсуф родился в Сиврихисаре или Бурсе, а Фаик Решад утверждал, что Юсуф родился в Стамбуле.

### Карьера
Когда в 1453 году султан Мехмед II пригласил Хидра в Стамбул в качестве кади, его сыну Юсуфу Синану было около тринадцати-четырнадцати лет. Здесь он встретился с великими учёными эпохи, такими как Молла Хюсрев, Молла Гюрани, Молла Кирими, Ходжазаде и Кестели, которые, как и Хидр, были учениками деда Юсуфа Моллы Йегана. Синан в юности получил много знаний из бесед с отцом; он также обучался у Али аль-Кушчи и достиг немалых успехов. Османские историки Латифи и Кыналызаде Хасан-челеби писали, что ещё до получения должности мюдерриса он выступал на кафедре. После смерти отца Синана-паши в 863 году по хиджре (1459/58) Мехмед II назначил его мюдеррисом в медресе в Эдирне, а затем и в Стамбуле. Когда Синан получил благосклонность султана, его назначили «hâce-i sultânî» (наставником султана). Чтобы использовать знания Синана в государственных делах, Мехмед дал ему звание визиря в 875 году по хиджре (1470), что дало ему ранг паши. Будучи визирем, он продолжал читать проповеди.
Согласно Сиджилл-и Османи (первый османский биографический словарь) Синан-паша стал великим визирем, когда Махмуд-паша был снят с должности великого визиря второй раз, а Меджди писал, что Синан был назначен великим визирем в 881 году по хиджре (1476/1477 году) после увольнения Гедика Ахмеда-паши. В середине XX века И. Узунчаршылы обнаружил в архивах документы, позволившие уточнить время визирата Синана: по словам историка, Синан был назначен на должность великого визиря в 1476 году и снят в 1477. Пребывание Синана на высшем административном посту Османской империи было недолгим, он был снят с должности и заключён в тюрьму. Причина немилости не была известна, но возможно, как видный член определённой группы улемов, он стал жертвой соперничества разных партий. Согласно Латифи, когда Синан находился в заключении в Стамбуле, умма Стамбула обратилась к султану с заявлением, угрожая, что, если Синан-паша не будет освобождён из тюрьмы, они сожгут все свои книги и покинут османские земли. После этого Синан-паша был освобождён из тюрьмы и выслан из Стамбула на должность мюдерриса в Сиврихисар, где и оставался до смерти Мехмеда. Синан-паша считал несправедливой немилость султана и часто косвенно писал об этом в своих трудах. Когда на престол вступил сын Мехмеда Баязид II, он вернул Синану ранг визиря, и также назначил управляющим дар-уль-хадиса Эдирне (медресе) с оплатой 100 акче.
Синан умер в 891 году по хиджре (1486 году) либо в Эдирне, либо в Стамбуле. Согласно Меджди, Синан-паша скончался в Стамбуле 1 марта 1486 года. Саад-эд-дин и Кятиб-челеби писали, что Синан умер в Эдирне в 1486 году, не уточняя число и месяц смерти. Захоронение Синана находится «в Эйюпе рядом с могилой знаменитого Самсунлу Хасана-эфенди». Турецкий историк литературы М. Тулум писал, что могилы и надгробия Синана-паши и членов его семьи сохранились и охраняются.

## Труды

#### На турецком
- Тазарру-наме (тур. Tazarru‘nâme). Это первая и самая известная из турецких книг автора, она написана прозой и занимает особое место в классической турецкой прозе[3][7]. По словам историка литература В. Карагёзлю, это произведение нельзя пропустить, говоря о классической прозе в османской литературе, поскольку оно является важнейшим произведением эстетической прозы[8]. Труд также известен под названиями тур. Tazarru‘ât-ı Sinan Paşa и тур. Darâ‘atnâme. Обилие рукописей произведения в библиотеках говорит о том, что оно было популярным. Научная публикация работы была выполнена Мертолом Тулумом (Анкара, 2001)[3]. Синан-паша использовал «сильный, гармоничный и естественный стиль»[3]. Тазарру-наме — это первая работа в классической литературе, с которой началась «цветистая проза», этот труд положил начало стилю, известному в османской литературе как «Стиль Синана-паши». В труде раскрыты знания автора в области религии и точных наук[3].

- Маариф-наме (тур. Maârifnâme). Это вторая прозаическая работа, написанная Синан-пашой о нравственности, она также носит названия «Насихат-наме» (тур. Nasîhatnâme — Книга советов) и «Ахлакнаме» (тур. Ahlâknâme)[3]. Работа направлена на объяснение принципов исламской морали, но также включает в себя цитаты философов, особенно Платона. Работа была опубликована Исмаилом Хикметом Эртайланом (Стамбул, 1961)[3].

- Тезкиретуль-эвлия (тур. Tezkiretü’l-evliyâ). Труд состоит из двадцати восьми менакибов (житий святых). Автор начал эту работу после Маариф-наме. Научная публикация работы была осуществлена Эмине Гюрсой Наскали (Анкара, 1987)[3]

#### На арабском
Арабские труды Синана-паши состоят из комментариев к некоторым книгам. Большинство из этих исследований представляют собой небольшие трактаты:
- «Ḥâşiye ʿalâ Şerḥi’l-Mülaḫḫaṣ». Это комментарии к трактату Кази-заде ар-Руми (сам трактат представляет собой комментарии Руми к труду Аль-Чагмини «Краткое изложение астрономии»).
- «Risâle fi’z-zâviyeti’l-ḥâdde». Это ответ, данный Синаном-пашой на вопрос о канаве, который Аль-Кушчи задал в стиле загадки в присутствии султана Мехмеда.
- «Ḥâşiye ʿalâ Şerḥi’l-Mevâḳıf».
- «Fetḥu’l-Fetḥiyye». Комментарий к трактату Аль-Кушчи об астрономии («er-Risâletüḥl-Fet’iyye»).
- «Burhâneddin el-Mergīnânî’nin el-Hidâye’sinin».
- «Kādî Beyzâvî’nin Envârü’t-tenzîl ve esrârü’t-te».
- «Ḥâşiye ʿalâ Ṣadrişşerîʿa ʿale’l-Viḳāye».
- «Risâle fî cevâbi Kestelî ʿammâ isteşkelehû min Şerḥi’l-Mevâḳıf». Это ответ, который он написал Кестели о проблеме, которую он обнаружил в комментарии «Mevâfıf».
- «Taʿlîḳāt ʿalâ Ḥâşiyeti’t-Tecrîd li’s-Seyyidi’ş-Şerîf».
- «Risâle fî ḥalli işkâli muʿaddili mes̱îri’l-ʿUṭârid».
- «Ecvibe ʿan iʿtirâżâti’l-Ḳasṭallânî-cüzʾilleẕî lé yetecezzâ».

## Личность, семья
Синан-паша по отзывам современников был умным, умелым, осторожным.
Махмуд Хюдайи написал трактат, комментируя труды Синана.
Женой Синана была сестра Моллы Мехмеда, кадиаскера в период правления Мехмеда II. Известно, что у Синана было два сына — Ахмед и Мехмед-челеби. Мехмед был мюдеррисом в медресе Махмуда-паши, он умер в молодом возрасте.
Известно, что у Синана была дочь, её сына звали Дервиш Мехмед-эфенди. Братья Синана Ахмед-паша, муфтий Бурсы (ум. 1510), и Якуб-паша, кади Бурсы (ум. 1486), также были видными улемами.